# Harry Wyld
Frederick Henry „Harry” Wyld (ur. 5 czerwca 1900 w Newton – zm. 5 kwietnia 1976 w Derby) – brytyjski kolarz torowy, dwukrotny medalista olimpijski.

## Kariera
Pierwszy sukces w karierze Harry Wyld osiągnął w 1924 roku, kiedy zdobył brązowy medal w wyścigu na 50 km podczas igrzysk olimpijskich w Paryżu. W zawodach tych uległ jedynie Ko Willemsowi z Holandii oraz swemu rodakowi Cyrilowi Aldenowi. Na rozgrywanych cztery lata później igrzyskach olimpijskich w Amsterdamie wspólnie z Montym Southallem oraz swymi braćmi: Lew Wyldem i Percym Wyldem zajął trzecie miejsce w drużynowym wyścigu na dochodzenie. W ćwierćfinałach olimpijskich zmagań w 1928 roku drużyna brytyjska ustanowiła nowy rekord olimpijski. Harry Wyld nigdy nie zdobył medalu na torowych mistrzostwach świata.